# Takanabe
Takanabe (高鍋町?) è una cittadina giapponese della prefettura di Miyazaki.